# Munkagårdsgymnasiet

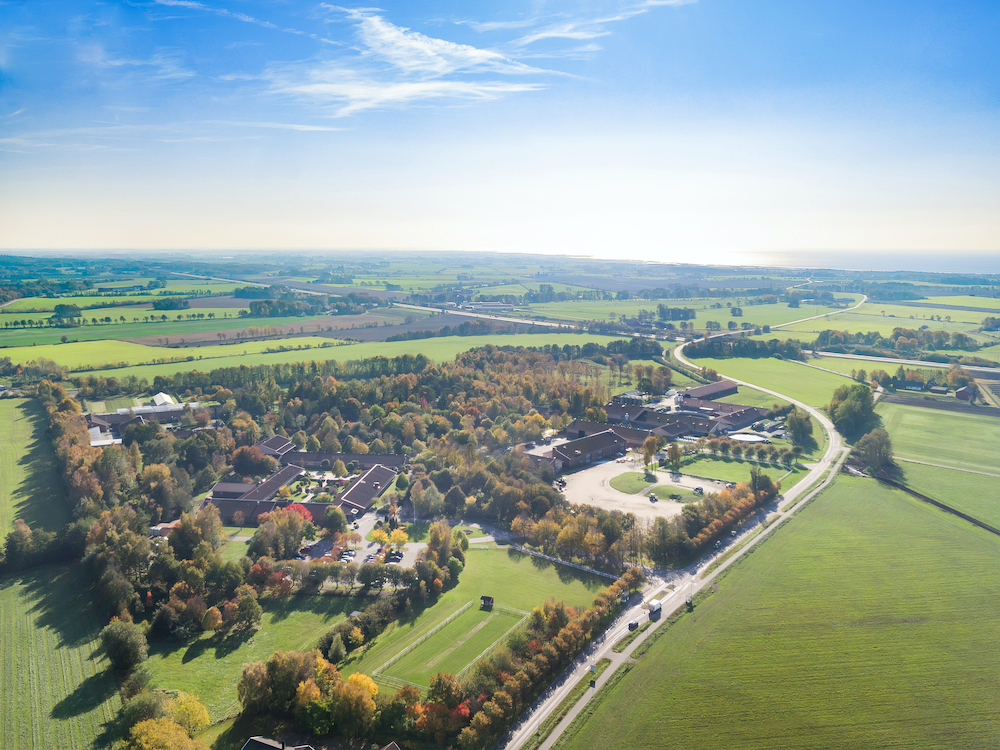
Munkagårdsgymnasiet sett från ovan.

Munkagårdsgymnasiet är en gymnasieskola med utbildningar inom Naturbruksprogrammet, som ligger i Tvååker utanför Varberg. Det började sin verksamhet 1984 som trädgårdsskola och har senare utökats med lantbruk, djur-, skogs- och floristinriktningar.
Skolan, som har elevboende, bedriver också vuxenutbildning på trädgårdslinjen.